# Wang Xiaolu
Wang Xiaolu (en chino: 王肖璐) es una deportista china que compite en taekwondo.
Ganó una medalla de bronce en el Campeonato Mundial de Taekwondo de 2023 y dos medallas en el Campeonato Asiático de Taekwondo, bronce en 2022 y oro en 2024.

## Palmarés internacional
| Campeonato Mundial  | Campeonato Mundial        | Campeonato Mundial | Campeonato Mundial |
| Año                 | Lugar                     | Medalla            | Categoría          |
| ------------------- | ------------------------- | ------------------ | ------------------ |
| 2023                | Bakú (Azerbaiyán)         | Medalla de bronce  | –46 kg             |
| Campeonato Asiático |                           |                    |                    |
| Año                 | Lugar                     | Medalla            | Categoría          |
| 2022                | Chuncheon (Corea del Sur) | Medalla de bronce  | –53 kg             |
| 2024                | Đà Nẵng (Vietnam)         | Medalla de oro     | –49 kg             |